# Muzeum Berlin-Karlshorst
Muzeum Berlin-Karlshorst (niem. Museum Berlin-Karlshorst, ros. Музей «Берлин-Карлсхорст», do 2022 – Deutsch-Russisches Museum Berlin-Karlshorst – z niem. Muzeum Niemiecko-Rosyjskie Berlin-Karlshorst) – muzeum poświęcone stosunkom niemiecko-radzieckim, a szczególnie wojnie niemiecko-radzieckiej z lat 1941–1945.
Muzeum położone jest w berlińskim okręgu administracyjnym Lichtenberg, w dzielnicy Karlshorst. Ekspozycja mieści się w budynku dawnego kasyna oficerskiego Wehrmachtu, wzniesionego w 1930 r. 9 maja 1945 w dzień po bezwarunkowej kapitulacji III Rzeszy przed zachodnimi aliantami, w Karlshorst niemiecką kapitulację przyjęła strona radziecka.
Po 1945 r. w budynku swoją siedzibę miała Sowiecka Administracja Wojskowa w Niemczech (Sowjetische Militäradministration in Deutschland – SMAD, Советская военная администрация в Германии – СВАГ, Sowieckaja Wojennaja Administracija v Giermanii – SWAG), następnie Radziecka Komisja Kontroli w Niemczech (Sowjetische Kontrollkommission – SKK, Советская контрольная комиссия в Германии, Sowieckaja kontrolnaja komissija w Giermanii). W 1949 r. w Karlhorst nastąpiło symboliczne przekazanie władzy przez radziecką administrację wojskową, cywilnej administracji niemieckiej.
W latach 1967–1994 berlińskie muzeum było oddziałem Centralnego Muzeum Sił Zbrojnych w Moskwie.
W 1995 r. otwarto muzeum w obecnym kształcie.